# Вилхелм Ото фон Изенбург-Бюдинген
Вилхелм Ото фон Изенбург-Бюдинген (на немски: Wilhelm Otto von Birstein-Büdingen; * 17 ноември 1597 в Бирщайн; † 17 юли 1667 в Бирщайн) е граф на Изенбург-Бюдинген-Бирщайн.
Той е най-малкият син на граф Волфганг Ернст I фон Изенбург-Бюдинген (1560 – 1633), бургграф на Гелнхаузен, и първата му съпруга графиня Анна фон Глайхен-Ремда (1565 – 1598), дъщеря на граф Йохан IV фон Глайхен-Ремда († 1567) и Катарина фон Плесе.
По-големите му братя са Волфганг Хайнрих (1588 – 1635), граф на Изенбург-Бюдинген-Бирщайн, Филип Лудвиг I (1593 – 1593), граф на Изенбург-Бюдинген, и Филип Ернст (1595 – 1635), граф на Изенбург и Бюдинген. По-голям полубрат е на Йохан Ернст (1625 – 1673), граф на Изенбург-Бюдинген.
Вилхелм Ото умира на 17 юли 1667 г. в Бирщайн и е погребан там.

## Фамилия
Вилхелм Ото се жени на 7 ноември 1628 г. за графиня Катарина Елизабет фон Ханау-Мюнценберг (* 1 септември 1607; † 24 септември 1647 в Бирщайн), дъщеря на граф Албрехт фон Ханау-Мюнценберг (1579 – 1635) и графиня Еренгард фон Изенбург-Бирщайн (1577 – 1637). Бракът е бездетен.
Вилхелм Ото се жени втори път на 24 октомври 1648 в Бирщайн за графиня Анна Амалия фон Насау-Диленбург (* 19 юли 1599 в Диленбург; † 4 май 1667 в Бирщайн), дъщеря на граф Йохан VI фон Насау-Диленбург Стари (1536 – 1606) и третата му съпруга графиня Йоханета фон Сайн-Витгенщайн (1561 – 1622). Брат му Филип Ернст е женен от 1619 г. за нейната сестра Анна (1594 – 1660). Бракът е бездетен.